# DAW (ナチ親衛隊企業)
DAW（Deutsche Ausrüstungswerke GmbH、ドイッチェ・アウスリュストンクスヴェルケ・ゲーエムベーハー、「ドイツ装備製造有限会社」）は、国家社会主義ドイツ労働者党（ナチ党）の組織である親衛隊(SS)が経営していた有限会社(GmbH)である。親衛隊企業としてはDESTに次ぐ収益を上げていた。

## 社史
1939年5月にダッハウ強制収容所の作業所から発足した。1940年にはザクセンハウゼン強制収容所とブーヘンヴァルト強制収容所の作業場もDAWの下に組み込まれた。作業場の一本化による経済合理化がその目的であった。DAWは強制収容所の囚人から職人をかき集めて様々な製品を作った。
アルベルト・シュペーアが軍需相になり、戦時経済体制が強化されるとDAWも軍需産業へ進出した。1942年以降は仕事の90%が軍需産業関連だった。DAWが製造していた軍需品は武器弾薬の収納具や薬莢入れ、銃器などであった。
1943年の時点でDAWは1万5000人の強制収容所囚人を使うドイツ大企業の一つであった。
航空機メーカーのメッサーシュミットは、軍需生産の技術をDAWに流すことを条件に収容所囚人の監督を行っている。